# Rybaczek amazoński
Rybaczek amazoński (Chloroceryle amazona) – gatunek średniej wielkości ptaka z podrodziny rybaczków (Cerylinae) w rodzinie zimorodkowatych (Alcedinidae). Zamieszkuje Meksyk, Amerykę Centralną i Południową. Nie jest zagrożony.  

## Systematyka
Gatunek ten został po raz pierwszy opisany naukowo przez Johna Lathama w 1790 roku. Jest blisko spokrewniony z rybaczkiem zielonym (C. americana). Nie wyróżnia się podgatunków. Populacje z północy zasięgu proponowano zaliczyć do podgatunku mexicana ze względu na większy rozmiar i niewielkie różnice w upierzeniu, ale zmiany te mają charakter klinalny.

## Występowanie
Rybaczki amazońskie występują od Meksyku przez Amerykę Centralną aż po południową Brazylię, Urugwaj i środkową Argentynę. Spotyka się je przeważnie do 1200 m n.p.m., ale w Wenezueli aż do 2500 m n.p.m. Żyją nad dużymi, wolno lub szybko płynącymi rzekami z bystrzami i głębokimi plosami, nad brzegami jezior i nad zadrzewionymi lagunami; sporadycznie nad lagunami z wodą słonawą, naturalnymi kanałami pośród namorzynów i w estuariach.

## Morfologia
Rybaczek amazoński ma ciemnozieloną głowę i plecy. Dziób czarny i masywny, co odróżnia go od rybaczka popielatego. U samca występuje rdzawa obroża na piersi, której samica nie ma. Obie płcie mają za to mały czubek z piór.
Długość ciała do 30 cm. Masa ciała: samce 98–120 g, samice 125–140 g.

## Ekologia
Gatunek drapieżny; odżywia się rybami, owadami i ich larwami oraz skorupiakami. Atakuje ofiary, wykonując pikowanie.
Samica składa 3–4 jaja w specjalnie wykopanej norce zakończonej komorą o długości 25 cm i średnicy 45 cm. Tylko samica przez 22 dni wysiaduje jaja, a samiec donosi jej w tym czasie pokarm. Co ciekawe, ptaki nie mogą manewrować, więc z nory wychodzą tyłem. Po miesiącu młode opuszczają gniazdo, będąc ciągle pod kontrolą rodziny.

## Status
Międzynarodowa Unia Ochrony Przyrody (IUCN) uznaje rybaczka amazońskiego za gatunek najmniejszej troski (LC – Least Concern) nieprzerwanie od 1988 roku. Liczebność światowej populacji, według szacunków organizacji Partners in Flight z 2019 roku, mieści się w przedziale 0,5–5 milionów osobników, a jej trend uznawany jest za spadkowy.